# Лижні перегони на зимових Олімпійських іграх 2014
Змагання з лижних перегонів на зимових Олімпійських іграх 2014 в Сочі проходили з 8 по 23 лютого в Комплексі для змагань з лижних гонок та біатлону «Лаура», розташованому біля Красної Поляни. Розіграно 12 комплектів нагород.

## Розклад
Час UTC+4
| День    | Дата      | Час   | Змагання                                                    |
| ------- | --------- | ----- | ----------------------------------------------------------- |
| День 2  | 8 лютого  | 14:00 | Жіночий скіатлон                                            |
| День 3  | 9 лютого  | 14:00 | Чоловічий скіатлон                                          |
| День 5  | 11 лютого | 14:00 | Чоловічий і жіночий спринт, кваліфікація                    |
| День 5  | 11 лютого | 16:00 | Чоловічий і жіночий спринт                                  |
| День 7  | 13 лютого | 14:00 | Жіноча гонка з роздільним стартом                           |
| День 8  | 14 лютого | 14:00 | Чоловіча гонка з роздільним стартом                         |
| День 9  | 15 лютого | 14:00 | Жіноча естафета                                             |
| День 10 | 16 лютого | 14:00 | Чоловіча естафета                                           |
| День 13 | 19 лютого | 13:15 | Класичний командний спринт, чоловіки та жінки, кваліфікація |
| День 15 | 19 лютого | 15:45 | Класичний командний спринт, чоловіки та жінки               |
| День 16 | 22 лютого | 13:30 | Жіночий мас-старт                                           |
| День 17 | 23 лютого | 11:00 | Чоловічий мас-старт                                         |

## Чемпіони та медалісти

### Медальний залік
| Місце | Країна          | Золото | Срібло | Бронза | Загалом |
| ----- | --------------- | ------ | ------ | ------ | ------- |
| 1     | Норвегія (NOR)  | 5      | 2      | 4      | 11      |
| 2     | Швеція (SWE)    | 2      | 5      | 4      | 11      |
| 3     | Швейцарія (SUI) | 2      | 0      | 0      | 2       |
| 4     | Росія (RUS)     | 1      | 3      | 1      | 5       |
| 5     | Фінляндія (FIN) | 1      | 2      | 0      | 3       |
| 6     | Польща (POL)    | 1      | 0      | 0      | 1       |
| 7     | Франція (FRA)   | 0      | 0      | 1      | 1       |
| 7     | Німеччина (GER) | 0      | 0      | 1      | 1       |
| 7     | Словенія (SLO)  | 0      | 0      | 1      | 1       |
|       | Всього          | 12     | 12     | 12     | 36      |

### Чоловіки
| Дисципліна             | Золото                                                                   | Золото    | Срібло                                                                             | Срібло    | Бронза                                                                       | Бронза    |
| ---------------------- | ------------------------------------------------------------------------ | --------- | ---------------------------------------------------------------------------------- | --------- | ---------------------------------------------------------------------------- | --------- |
| 15 км класичним стилем | Даріо Колонья · Швейцарія (SUI)                                          | 38:29.7   | Юхан Ульссон · Швеція (SWE)                                                        | 38:58.2   | Данієль Рікардссон · Швеція (SWE)                                            | 39:08.5   |
| Скіатлон 30 км         | Даріо Колонья · Швейцарія (SUI)                                          | 1:08:15.4 | Маркус Гельнер · Швеція (SWE)                                                      | 1:08:15.8 | Мартін Йонсруд Сунбі · Норвегія (NOR)                                        | 1:08:16.8 |
| 50 км вільним стилем   | Олександр Легков · Росія (RUS)                                           | 1:46:55.2 | Максим Вилегжанін · Росія (RUS)                                                    | 1:46:55.9 | Ілля Черноусов · Росія (RUS)                                                 | 1:46:56.0 |
| Естафета 4 x 10 км     | Швеція (SWE) Ларс Нельсон Данієль Рікардссон Юхан Ульссон Маркус Гельнер | 1:28:42.0 | Росія (RUS) Дмитро Япаров Олександр Безсмертних Олександр Легков Максим Вилегжанін | 1:29:09.3 | Франція (FRA) Жан-Марк Гаяр Моріс Маніфіка Робен Дювіллар Іван Перрійя Буате | 1:29:13.9 |
| Спринт                 | Ула Віген Гаттестад · Норвегія (NOR)                                     | 3:38.4    | Теодор Петерсон · Швеція (SWE)                                                     | 3:39.6    | Еміль Єнссон · Швеція (SWE)                                                  | 3:55.2    |
| Командний спринт       | Фінляндія (FIN) Ііво Нісканен Самі Яухоярві                              | 23:14.89  | Росія (RUS) Максим Вилегжанін Микита Крюков                                        | 23:15.86  | Швеція (SWE) Еміль Єнссон Теодор Петерсон                                    | 23:30.01  |

### Жінки
| Дисципліна             | Золото                                                             | Золото    | Срібло                                                                               | Срібло    | Бронза                                                                      | Бронза    |
| ---------------------- | ------------------------------------------------------------------ | --------- | ------------------------------------------------------------------------------------ | --------- | --------------------------------------------------------------------------- | --------- |
| 10 км класичним стилем | Юстина Ковальчик · Польща (POL)                                    | 28:17.8   | Шарлотта Калла · Швеція (SWE)                                                        | 28:36.2   | Терезе Йогауг · Норвегія (NOR)                                              | 28:46.1   |
| Скіатлон 15 км         | Маріт Бйорген · Норвегія (NOR)                                     | 38:33.6   | Шарлотта Калла · Швеція (SWE)                                                        | 38:35.4   | Гейді Венг · Норвегія (NOR)                                                 | 38:46.8   |
| 30 км вільним стилем   | Маріт Бйорген · Норвегія (NOR)                                     | 1:11:05.2 | Терезе Йогауг · Норвегія (NOR)                                                       | 1:11:07.8 | Крістін Стермер Стейра · Норвегія (NOR)                                     | 1:11:28.8 |
| Естафета 4 x 5 км      | Швеція (SWE) Іда Інгемарсдоттер Емма Вікен Анна Хог Шарлотта Калла | 53:02.7   | Фінляндія (FIN) Анне Кюлленен Айно-Кайса Саарінен Кертту Нісканен Кріста Лахтеенмякі | 53:03.2   | Німеччина (GER) Ніколь Фессель Штефані Белер Клаудія Нюстад Денізе Геррманн | 53:03.6   |
| Спринт                 | Майкен Касперсен Фалла · Норвегія (NOR)                            | 2:35.49   | Інгвілд Флугстад Естберг · Норвегія (NOR)                                            | 2:35.87   | Весна Фаб'ян · Словенія (SLO)                                               | 2:35.89   |
| Командний спринт       | Норвегія (NOR) Інгвілд Флугстад Естберг Маріт Бйорген              | 16:04.05  | Фінляндія (FIN) Айно-Кайса Саарінен Кертту Нісканен                                  | 16:13.14  | Швеція (SWE) Іда Інгемарсдоттер Стіна Нільссон                              | 16:23.82  |